# Archidendron hendersonii
Archidendron hendersonii là một loài thực vật có hoa trong họ Đậu. Loài này được (F.Muell.) I.C.Nielsen miêu tả khoa học đầu tiên.
Đây là một loài cây quý hiếm, được liệt kê là là loài dễ bị tổn thương. Danh pháp được đặt tên theo J.A. Henderson, người thu thập mẫu vật gốc ở Ballina. Loài cây này mọc từ phía bắc sông Richmond, bang New South Wales lên tới Cape Melville ở Queensland nhiệt đới. 
Cây cao lên tới 18 mét và đường kính gốc 60 cm. Các môi trường sống cũ của chúng là rừng mưa nhiệt đới ven sông và đồng bằng trong New South Wales được chủ yếu là những nơi bị phá hủy để xây nhà ở và làm đất nông nghiệp.